# Sueños y discursos

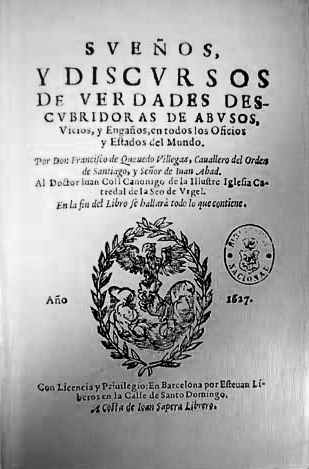
Francisco de Quevedo, "Sueños y discursos de verdades descubridoras de abusos, vicios y engaños, en todos los oficios y estados del mundo", publicado em Barcelona por Esteban Liberós às custas de Juan Sapera, em 1627

Sueños y discursos de verdades descubridoras de abusos, vicios y engaños en todos los oficios y estados del mundo (livremente traduzido para o português: Sonhos e discursos de verdades descobridoras de abusos, vícios e enganos em todos os ofícios e estados do mundo) é a obra filosófica mais famosa de Francisco de Quevedo. Foi publicada em Barcelona por Esteban Liberós, às custas de Juan Sapera em 1627. Junto com La vida del Buscón, é a obra mais conhecida e complexa de Quevedo
É considerada uma das obras primas da prosa espanhola do Barroco, é composta de cinco partes: Sueño del Juicio Final, El alguacil endemoniado, Sueño del Infierno, El mundo por de dentro e Sueño de la muerte. Todos se destacam pelos jogos conceptistas, suas alegorias, e o ríquissimo léxico do autor. Quevedo adapta a tradição humanista à sua época, através de breves anedotas, para conseguir exercer uma crítica social contra todos os estamentos da Espanha dos Áustrias.
Devido à férrea censura da época, que já havia ocasionado problemas a Quevedo, em 1631 foram publicadas versões expurgadas dos Sueños com o nome de Juguetes de la niñez. A partir desta edição Sueño del Juicio Final foi chamado de Sueño de las calaveras; El alguacil endemoniado, El alguacil alguacilado; Sueño del Infierno, Zahúrdas de Plutón; El mundo por de dentro manteve seu nome Sueño de la Muerte foi conhecido como Visita de los chistes.
O pessimismo de Quevedo, como corresponde ao Barroco, representa uma justiça divina mais próxima ao castigo que à graça. Os relatos oscilam entre digressões filosóficas e moralistas. Explica os tipos de homens, como se condena a raça humana e a natureza dos demônios e a taca os vícios de seus contemporâneos.